# Arcuphantes yakiyama
Espèce
Arcuphantes yakiyama est une espèce d'araignées aranéomorphes de la famille des Linyphiidae.

## Distribution
Cette espèce est endémique de la préfecture de Mie au Japon,. Elle se rencontre à Owase sur le mont Yakiyama.

## Description
La carapace du mâle holotype mesure 1,15 mm de long sur 0,95 mm et l'abdomen 1,33 mm de long sur 0,83 mm et la carapace de la femelle paratype 0,81 mm de long sur 0,75 mm et l'abdomen 1,73 mm de long sur 1,08 mm.

## Systématique et taxinomie
Cette espèce a été décrite par Ihara et Nakano en 2024.

## Étymologie
Son nom d'espèce lui a été donné en référence au lieu de sa découverte, le mont Yakiyama.

## Publication originale
- Ono, Ihara, Sugawara & Nakano, 2024 : « Two new species of Arcuphantes (Araneae: Linyphiidae: Micronetinae) from Owase, Kii Peninsula, Japan. » Acta Arachnologica, vol. 73, no 1, p. 17-22 (texte intégral).